# Dani Parejo
Daniel Parejo Muñoz (phát âm tiếng Tây Ban Nha: [daˈnjel ˈdani paˈɾexo]; sinh ngày 16 tháng 4 năm 1989) là một cầu thủ bóng đá chuyên nghiệp người Tây Ban Nha hiện đang thi đấu ở vị trí tiền vệ trung tâm cho câu lạc bộ Villarreal tại La Liga và Đội tuyển bóng đá quốc gia Tây Ban Nha.

## Sự nghiệp câu lạc bộ

### Real Madrid
Sinh ra ở Coslada, Cộng đồng Madrid, Parejo là một sản phẩm của lò đào tạo đội bóng trẻ Real Madrid, gia nhập ở tuổi 14. Anh được huấn luyện viên câu lạc bộ Bernd Schuster gọi nhiều lần để tập luyện cùng các cầu thủ khác và trong mùa giải 2006–07, anh đã chơi 4 trận cho Real Madrid Castilla ở Segunda División.
Ngày 4 tháng 8 năm 2008, Parejo ký hợp đồng dưới dạng cho mượn 2 năm với câu lạc bộ Queens Park Rangers ở Championship, và có trận ra mắt sau 5 ngày, vào sân từ băng ghế dự bị trong chiến thắng 2-1 trước Barnsley tại Loftus Road, có tổng cộng 18 lần ra sân. Ngày 17 tháng 12, Real Madrid chính thức gọi lại cầu thủ này từ bản cho mượn có hiệu lực từ ngày 1 tháng 1 năm 2009, sau khi các tiền vệ của câu lạc bộ Rubén de la Red và Mahamadou Diarra nghỉ thi đấu với lý do nhiều vấn đề thể lực.
Parejo được giao cho đội hình áo số 17, trước đó được giao cho Ruud van Nistelrooy, người cũng phải nghỉ thi đấu vài tháng vì chấn thương nặng. Anh ra sân ít trong mùa giải này, trận đầu tiên của anh ấy là chiến thắng 4–0 trước Sporting de Gijón trên sân khách vào ngày 15 tháng 2 khi anh thay cho Sergio Ramos trong 10 phút cuối.

### Getafe
Cuối tháng 7 năm 2009, khi Esteban Granero được mua lại từ Getafe CF, Parejo đã đi theo hướng ngược lại với Real Madrid, như trường hợp của Granero, có một lựa chọn tương tự. Ngày 25 tháng 3 năm 2010, anh ghi bàn vào lưới câu lạc bộ cũ của mình sau khi cướp bóng từ thủ môn Iker Casillas, nhưng đội chủ nhà để thua với tỷ số 2–4. Phải cạnh tranh một suất đá chính ở vị trí tiền vệ trung tâm với con trai của huấn luyện viên Míchel, Adrián - một cầu thủ cũ ở Real Madrid B - tuy nhiên, anh đã đóng góp vững chắc trong suốt chiến dịch khi câu lạc bộ giành quyền tham dự UEFA Europa League lần thứ hai trong lịch sử.

### Valencia
Ngày 14 tháng 6 năm 2011, Valencia CF ký hợp đồng với Parejo có giá 6 triệu euro được báo cáo, với thủ môn không được yêu thích Miguel Ángel Moyá sẽ đến Getafe theo dạng cho mượn kéo dài một năm như một phần của thỏa thuận. Anh ra mắt giải đấu vào ngày 15 tháng 8, thi đấu 80 phút trong trận hòa 1-1 trên sân khách trước RCD Mallorca.
Parejo nhanh chóng được cho là không đủ yêu cầu ở câu lạc bộ mới của anh, tình hình của anh không được cải thiện ngay cả sau chấn thương nghiêm trọng của Sergio Canales, chơi ở vị trí cũ của anh. Tuy nhiên, anh trở lại trong mùa giải 2012–13, ghi 2 bàn trong 36 trận ra sân với vị trí thứ năm chung cuộc.
Trong những năm tiếp theo, Parejo là người khởi đầu không thể tranh cãi đối với một số nhà quản lý. Trong mùa giải 2014–15, lần đầu tiên làm đội trưởng, anh ghi 12 bàn thắng đẹp nhất trong sự nghiệp, là một trong những cầu thủ ghi bàn tốt nhất trong cuộc cạnh tranh từ vị trí tiền vệ. Trong quá trình này, anh cũng trở thành tiền vệ Valencia CF đầu tiên ghi được 10 bàn thắng trở lên kể từ Vicente trong mùa giải 2003–04.
Parejo và Paco Alcácer mỗi người ghi hai bàn trong chiến thắng 5–1 trước đội hạng ba RC Celta de Vigo vào ngày 7 tháng 11 năm 2015; lần đầu tiên của anh đến ngay trước khi hiệp một kết thúc, thông qua một quả đá phạt để đưa đội khách dẫn trước 2–1. Tuy nhiên, vào tháng 1 năm 2016, sau phong độ không tốt, anh đã bị tước băng đội trưởng thay cho cầu thủ sau này bởi HLV Gary Neville. Anh được Marcelino García Toral bổ nhiệm vào vị trí đó trước mùa giải 2017–18.

### Villarreal
Ngày 12 tháng 8 năm 2020, Parejo gia nhập câu lạc bộ Villarreal CF theo dạng chuyển nhượng tự do và hợp đồng có thời hạn 4 năm. Anh chuyển đến các đối thủ địa phương cùng đồng đội Francis Coquelin, một động thái gây ra sự giận dữ từ người hâm mộ của Valencia CF đối với chủ tịch câu lạc bộ Peter Lim.
Parejo đã giành chức vô địch UEFA Europa League 2020-21 trong đầu mùa giải 2020-21 tại Estadio de la Cerámica. Trong trận chung kết, anh thực hiện cú đá phạt trực tiếp mà Gerard Moreno đã thực hiện thành công cho Villarreal trong trận hòa 1-1 trước Manchester United, và cũng là người ghi bàn trong chiến thắng ở loạt sút luân lưu 11–10.

## Sự nghiệp quốc tế
Parejo ra mắt khoác áo đội tuyển quốc gia Tây Ban Nha vào ngày 27 tháng 3 năm 2018, thay cho Thiago Alcântara trong cuối trận thua 6–1 trước Argentina.

## Thống kê sự nghiệp

### Câu lạc bộ
Tính đến 9 tháng 10 năm 2022
| Câu lạc bộ                 | Mùa giải            | Giải đấu            | Giải đấu | Giải đấu | Cúp Quốc gia | Cúp Quốc gia | Cúp Liên đoàn | Cúp Liên đoàn | Châu lục | Châu lục | Khác | Khác | Tổng | Tổng |
| Câu lạc bộ                 | Mùa giải            | Hạng                | Trận     | Bàn      | Trận         | Bàn          | Trận          | Bàn           | Trận     | Bàn      | Trận | Bàn  | Trận | Bàn  |
| -------------------------- | ------------------- | ------------------- | -------- | -------- | ------------ | ------------ | ------------- | ------------- | -------- | -------- | ---- | ---- | ---- | ---- |
| Real Madrid B              | 2006–07             | Segunda División    | 4        | 1        | —            | —            | —             | —             | —        | —        | —    | —    | 4    | 1    |
| Real Madrid B              | 2007–08             | Segunda División B  | 33       | 10       | —            | —            | —             | —             | —        | —        | —    | —    | 33   | 10   |
| Real Madrid B              | Tổng cộng           | Tổng cộng           | 37       | 11       | —            | —            | —             | —             | —        | —        | —    | —    | 37   | 11   |
| Real Madrid                | 2008–09             | La Liga             | 5        | 0        | 0            | 0            | —             | —             | 0        | 0        | —    | —    | 5    | 0    |
| Queens Park Rangers (mượn) | 2008–09             | Championship        | 14       | 0        | 0            | 0            | 4             | 0             | —        | —        | —    | —    | 18   | 0    |
| Getafe                     | 2009–10             | La Liga             | 28       | 6        | 8            | 1            | —             | —             | —        | —        | —    | —    | 36   | 7    |
| Getafe                     | 2010–11             | La Liga             | 36       | 3        | 3            | 0            | —             | —             | 5        | 1        | —    | —    | 44   | 4    |
| Getafe                     | Tổng cộng           | Tổng cộng           | 64       | 9        | 11           | 1            | 0             | 0             | 5        | 1        | 0    | 0    | 80   | 11   |
| Valencia                   | 2011–12             | La Liga             | 16       | 0        | 6            | 0            | —             | —             | 8        | 0        | —    | —    | 30   | 0    |
| Valencia                   | 2012–13             | La Liga             | 27       | 1        | 4            | 1            | —             | —             | 5        | 0        | —    | —    | 36   | 2    |
| Valencia                   | 2013–14             | La Liga             | 31       | 4        | 4            | 0            | —             | —             | 11       | 1        | —    | —    | 46   | 5    |
| Valencia                   | 2014–15             | La Liga             | 34       | 12       | 3            | 0            | —             | —             | —        | —        | —    | —    | 37   | 12   |
| Valencia                   | 2015–16             | La Liga             | 33       | 8        | 6            | 1            | —             | —             | 11       | 2        | —    | —    | 50   | 11   |
| Valencia                   | 2016–17             | La Liga             | 36       | 5        | 3            | 1            | —             | —             | —        | —        | —    | —    | 39   | 6    |
| Valencia                   | 2017–18             | La Liga             | 34       | 7        | 8            | 1            | —             | —             | —        | —        | —    | —    | 42   | 8    |
| Valencia                   | 2018–19             | La Liga             | 36       | 9        | 8            | 0            | —             | —             | 12       | 1        | —    | —    | 56   | 10   |
| Valencia                   | 2019–20             | La Liga             | 35       | 8        | 3            | 0            | —             | —             | 8        | 1        | 1    | 1    | 47   | 10   |
| Valencia                   | Tổng cộng           | Tổng cộng           | 282      | 54       | 45           | 4            | 0             | 0             | 55       | 5        | 1    | 1    | 383  | 64   |
| Villarreal                 | 2020–21             | La Liga             | 36       | 3        | 5            | 0            | —             | —             | 12       | 0        | —    | —    | 53   | 3    |
| Villarreal                 | 2021–22             | La Liga             | 33       | 2        | 1            | 0            | —             | —             | 12       | 1        | 0    | 0    | 46   | 3    |
| Villarreal                 | 2022–23             | La Liga             | 8        | 0        | 0            | 0            | —             | —             | 5        | 0        | —    | —    | 13   | 0    |
| Villarreal                 | Tổng cộng           | Tổng cộng           | 77       | 5        | 6            | 0            | 0             | 0             | 29       | 1        | 0    | 0    | 112  | 6    |
| Tổng cộng sự nghiệp        | Tổng cộng sự nghiệp | Tổng cộng sự nghiệp | 479      | 81       | 62           | 5            | 4             | 0             | 89       | 7        | 1    | 1    | 635  | 94   |

1. ↑  Football League Cup
2. 1 2 3  UEFA Europa League
3. ↑  3 lần ra sân tại UEFA Champions League, 5 lần ra sân tại UEFA Europa League
4. 1 2 3  UEFA Champions League
5. ↑  8 lần ra sân tại UEFA Champions League, 3 lần ra sân tại UEFA Europa League
6. ↑  5 lần ra sân tại UEFA Champions League, 7 lần ra sân tại UEFA Europa League
7. ↑  Supercopa de España
8. ↑  UEFA Europa Conference League

### Đội tuyển quốc gia
Tính đến 8 tháng 9 năm 2019
| ĐTQG        | Năm       | Trận | Bàm |
| ----------- | --------- | ---- | --- |
| Tây Ban Nha | 2018      | 1    | 0   |
| Tây Ban Nha | 2019      | 3    | 0   |
| Tây Ban Nha | Tổng cộng | 4    | 0   |

## Danh hiệu
Valencia
- Copa del Rey: 2018–19[33]

Villarreal
- UEFA Europa League: 2020–21[34]

Cá nhân
- Đội hình tiêu biểu của mùa giải UEFA Europa League: 2020–21[35]